# Championnat du monde de motocross 2012
Navigation
Édition précédente Édition suivante
Le championnat du monde de motocross 2012 compte 16 Grands-Prix.

## Grands Prix de la saison 2012

### MX1 et MX2
| Course n° | Date              | Grand Prix                          | Lieu                                          | Classe | Course 1           | Course 2            | Vainqueur du Grand Prix |
| 1         | 9 avril 2012      | Grand prix des Pays-Bas             | Valkenswaard                                  | MX1    | Antonio Cairoli    | Antonio Cairoli     | Antonio Cairoli         |
| 1         | 9 avril 2012      | Grand prix des Pays-Bas             | Valkenswaard                                  | MX2    | Jeffrey Herlings   | Jeffrey Herlings    | Jeffrey Herlings        |
| 2         | 22 avril 2012     | Grand prix de Bulgarie              | Sevlievo                                      | MX1    | Christophe Pourcel | Gautier Paulin      | Gautier Paulin          |
| 2         | 22 avril 2012     | Grand prix de Bulgarie              | Sevlievo                                      | MX2    | Joel Roelants      | Tommy Searle        | Tommy Searle            |
| 3         | 29 avril 2012     | Grand prix d'Italie                 | Fermo                                         | MX1    | Christophe Pourcel | Antonio Cairoli     | Christophe Pourcel      |
| 3         | 29 avril 2012     | Grand prix d'Italie                 | Fermo                                         | MX2    | Jeffrey Herlings   | Jeffrey Herlings    | Jeffrey Herlings        |
| 4         | 13 mai 2012       | Grand prix du Mexique               | Guadalajara                                   | MX1    | Antonio Cairoli    | David Philippaerts  | Antonio Cairoli         |
| 4         | 13 mai 2012       | Grand prix du Mexique               | Guadalajara                                   | MX2    | Jeffrey Herlings   | Jeffrey Herlings    | Jeffrey Herlings        |
| 5         | 20 mai 2012       | Grand prix du Brésil                | Beto Carrero World Penha                      | MX1    | Christophe Pourcel | Xavier Boog         | Christophe Pourcel      |
| 5         | 20 mai 2012       | Grand prix du Brésil                | Beto Carrero World Penha                      | MX2    | Tommy Searle       | Tommy Searle        | Tommy Searle            |
| 6         | 3 juin 2012       | Grand prix de France                | Circuit du Puy de Poursay Saint-Jean-d'Angély | MX1    | Antonio Cairoli    | Antonio Cairoli     | Antonio Cairoli         |
| 6         | 3 juin 2012       | Grand prix de France                | Circuit du Puy de Poursay Saint-Jean-d'Angély | MX2    | Jeffrey Herlings   | Tommy Searle        | Jeffrey Herlings        |
| 7         | 10 juin 2012      | Grand prix du Portugal              | Agueda                                        | MX1    | Clément Desalle    | Gautier Paulin      | Clément Desalle         |
| 7         | 10 juin 2012      | Grand prix du Portugal              | Agueda                                        | MX2    | Jeffrey Herlings   | Tommy Searle        | Jeffrey Herlings        |
| 8         | 17 juin 2012      | Grand prix de Belgique              | Bastogne                                      | MX1    | Antonio Cairoli    | Antonio Cairoli     | Antonio Cairoli         |
| 8         | 17 juin 2012      | Grand prix de Belgique              | Bastogne                                      | MX2    | Jeffrey Herlings   | Tommy Searle        | Tommy Searle            |
| 9         | 1er juillet 2012  | Grand prix de Suède                 | Uddevalla                                     | MX1    | Clément Desalle    | Clément Desalle     | Clément Desalle         |
| 9         | 1er juillet 2012  | Grand prix de Suède                 | Uddevalla                                     | MX2    | Jeffrey Herlings   | Tommy Searle        | Tommy Searle            |
| 10        | 15 juillet 2012   | Grand prix de Lettonie              | Ķegums                                        | MX1    | Antonio Cairoli    | Kevin Strijbos      | Antonio Cairoli         |
| 10        | 15 juillet 2012   | Grand prix de Lettonie              | Ķegums                                        | MX2    | Joel Roelants      | Jeremy van Horebeek | Joel Roelants           |
| 11        | 22 juillet 2012   | Grand prix de Russie                | Semigorje                                     | MX1    | Antonio Cairoli    | Antonio Cairoli     | Antonio Cairoli         |
| 11        | 22 juillet 2012   | Grand prix de Russie                | Semigorje                                     | MX2    | Jeffrey Herlings   | Jeffrey Herlings    | Jeffrey Herlings        |
| 12        | 5 août 2012       | Grand prix de la République tchèque | Loket                                         | MX1    | Antonio Cairoli    | Antonio Cairoli     | Antonio Cairoli         |
| 12        | 5 août 2012       | Grand prix de la République tchèque | Loket                                         | MX2    | Jeffrey Herlings   | Jeffrey Herlings    | Jeffrey Herlings        |
| 13        | 19 août 2012      | Grand prix de Grande-Bretagne       | Matterley Basin                               | MX1    | Antonio Cairoli    | Antonio Cairoli     | Antonio Cairoli         |
| 13        | 19 août 2012      | Grand prix de Grande-Bretagne       | Matterley Basin                               | MX2    | Tommy Searle       | Tommy Searle        | Tommy Searle            |
| 14        | 2 Septembre 2012  | Grand prix du Benelux               | Lierop                                        | MX1    | Antonio Cairoli    | Antonio Cairoli     | Antonio Cairoli         |
| 14        | 2 Septembre 2012  | Grand prix du Benelux               | Lierop                                        | MX2    | Jeffrey Herlings   | Jeffrey Herlings    | Jeffrey Herlings        |
| 15        | 9 septembre 2012  | Grand prix d'Europe                 | Faenza                                        | MX1    | Antonio Cairoli    | Antonio Cairoli     | Antonio Cairoli         |
| 15        | 9 septembre 2012  | Grand prix d'Europe                 | Faenza                                        | MX2    | Jeffrey Herlings   | Jeffrey Herlings    | Jeffrey Herlings        |
| 16        | 23 septembre 2012 | Grand prix d'Allemagne              | Teutschenthal                                 | MX1    | Antonio Cairoli    | Antonio Cairoli     | Antonio Cairoli         |
| 16        | 23 septembre 2012 | Grand prix d'Allemagne              | Teutschenthal                                 | MX2    | Tommy Searle       | Tommy Searle        | Tommy Searle            |

### MX3
| Manche | Date              | Grand Prix                    | Lieu               | Course 1         | Course 2         | Vainqueur du Grand Prix |
| ------ | ----------------- | ----------------------------- | ------------------ | ---------------- | ---------------- | ----------------------- |
| 1      | 9 avril 2012      | Grand Prix des Pays-Bas       | Valkenswaard       | Yentel Martens   | Kevin Wouts      | Kevin Wouts             |
| 2      | 15 avril 2012     | Grand Prix de France          | Castelnau-de-Lévis | Cédric Soubeyras | Grégory Aranda   | Cédric Soubeyras        |
| 3      | 13 mai 2012       | Grand Prix de Bulgarie        | Troyan             | Klemen Gercar    | Martin Michek    | Martin Michek           |
| 4      | 20 mai 2012       | Grand Prix d'Italie           | Pietra Murata      | Michael Stauffer | Matthias Walkner | Matthias Walkner        |
| 5      | 3 juin 2012       | Grand Prix de Croatie         | Mladina            | Klemen Gercar    | Matevz Irt       | Matthias Walkner        |
| 6      | 10 juin 2012      | Grand Prix de Slovénie        | Orehova Vas        | Klemen Gercar    | Klemen Gercar    | Klemen Gercar           |
| 7      | 1er juillet 2012  | Grand Prix de Slovaquie       | Šenkvice           | Martin Michek    | Martin Michek    | Martin Michek           |
| 8      | 19 août 2012      | Grand Prix de Grande-Bretagne | Matterley Basin    | Matthias Walkner | Martin Michek    | Martin Michek           |
| 9      | 23 septembre 2012 | Grand Prix d'Allemagne        | Teutschenthal      | Filip Neugebauer | Filip Neugebauer | Filip Neugebauer        |

## Classement des pilotes MX1
| Pos. | Pilote             | Pays             | Constructeur | Pts |
| ---- | ------------------ | ---------------- | ------------ | --- |
| 1.   | Antonio Cairoli    | Italie           | KTM          | 692 |
| 2.   | Clément Desalle    | Belgique         | Suzuki       | 594 |
| 3.   | Gautier Paulin     | France           | Kawasaki     | 536 |
| 4.   | Christophe Pourcel | France           | Kawasaki     | 521 |
| 5.   | Ken De Dycker      | Belgique         | KTM          | 505 |
| 6.   | Kevin Strijbos     | Belgique         | KTM          | 405 |
| 7.   | Xavier Boog        | France           | Kawasaki     | 398 |
| 8.   | Tanel Leok         | Estonie          | Suzuki       | 381 |
| 9.   | Evgueny Bobryshev  | Russie           | Honda        | 325 |
| 10.  | Rui Goncalves      | Portugal         | Honda        | 315 |
| 11.  | Shaun Simpson      | Grande-Bretagne  | Yamaha       | 311 |
| 12.  | Sébastien Pourcel  | France           | Kawasaki     | 229 |
| 13.  | Davide Guarneri    | Italie           | KTM          | 226 |
| 14.  | Jonathan Barragan  | Espagne          | Honda        | 224 |
| 15.  | David Philippaerts | Italie           | Yamaha       | 212 |
| 16.  | Maximilian Nagl    | Allemagne        | KTM          | 138 |
| 17.  | Matiss Karro       | Lettonie         | KTM          | 112 |
| 18.  | Marc de Reuver     | Pays-Bas         | Kawasaki     | 74  |
| 19.  | Milko Potisek      | France           | Honda        | 72  |
| 20.  | Cédric Soubeyras   | France           | Honda        | 67  |
| 21.  | Steven Frossard    | France           | Yamaha       | 66  |
| 22.  | Anthony Boissière  | France           | TM           | 58  |
| 23.  | Dean Ferris        | Australie        | Kawasaki     | 52  |
| 24.  | Ken Roczen         | Allemagne        | KTM          | 42  |
| 25.  | Grégory Aranda     | France           | Yamaha       | 40  |
| 26.  | Joshua Coppins     | Nouvelle-Zélande | Yamaha       | 39  |
| 27.  | Matteo Bonini      | Italie           | KTM          | 38  |
| 28.  | Augusts Justs      | Lettonie         | Honda        | 37  |
| 29.  | Marcus Schiffer    | Allemagne        | Suzuki       | 33  |
| 30.  | Santtu Tiainen     | Finlande         | Kawasaki     | 32  |

## Classement des pilotes MX2
| Pos. | Pilote               | Pays            | Constructeur | Pts |
| ---- | -------------------- | --------------- | ------------ | --- |
| 1.   | Jeffrey Herlings     | Pays-Bas        | KTM          | 694 |
| 2.   | Tommy Searle         | Grande-Bretagne | Kawasaki     | 651 |
| 3.   | Jeremy van Horebeek  | Belgique        | KTM          | 559 |
| 4.   | Jake Nicholls        | Royaume-Uni     | KTM          | 443 |
| 5.   | Jordi Tixier         | France          | KTM          | 434 |
| 6.   | Joël Roelants        | Belgique        | Kawasaki     | 367 |
| 7.   | Max Anstie           | Grande-Bretagne | Honda        | 333 |
| 8.   | José Butron          | Espagne         | KTM          | 291 |
| 9.   | Glenn Coldenhoff     | Pays-Bas        | KTM          | 273 |
| 10.  | Dylan Ferrandis      | France          | Kawasaki     | 272 |
| 11.  | Alessandro Lupino    | Italie          | Husqvarna    | 262 |
| 12.  | Arnaud Tonus         | Suisse          | Yamaha       | 246 |
| 13.  | Romain Febvre        | France          | KTM          | 221 |
| 14.  | Valentin Teillet     | France          | Kawasaki     | 211 |
| 15.  | Zach Osborne         | États-Unis      | Yamaha       | 210 |
| 16.  | Nikolaj Larsen       | Danemark        | Suzuki       | 163 |
| 17.  | Alexandre Tonkov     | Russie          | Honda        | 159 |
| 18.  | Harri Kullas         | Finlande        | Suzuki       | 132 |
| 19.  | Christophe Charlier  | France          | Yamaha       | 131 |
| 20.  | Petar Petrov         | Bulgarie        | Suzuki       | 131 |
| 21.  | Valentin Guillod     | Suisse          | KTM          | 121 |
| 22.  | Julien Lieber        | Belgique        | Suzuki       | 115 |
| 23.  | Mel Pocock           | Grande-Bretagne | Yamaha       | 87  |
| 24.  | Michael Leib         | États-Unis      | Yamaha       | 69  |
| 25.  | Jens Getteman        | Belgique        | Suzuki       | 61  |
| 26.  | Elliott Banks-Browne | Grande-Bretagne | KTM          | 47  |
| 27.  | Loïc Larrieu         | France          | Kawasaki     | 42  |
| 28.  | Kevin Fors           | Belgique        | Yamaha       | 40  |
| 29.  | Priit Rätsep         | Estonie         | KTM          | 28  |
| 30.  | Andrea Cervellin     | Italie          | TM           | 27  |

## Classement des pilotes MX3
| Pos. | Pilote             | Pays               | Constructeur | Pts |
| ---- | ------------------ | ------------------ | ------------ | --- |
| 1.   | Matthias Walkner   | Autriche           | KTM          | 337 |
| 2.   | Martin Michek      | République tchèque | KTM          | 306 |
| 3.   | Günter Schmidinger | Autriche           | Honda        | 299 |
| 4.   | Klemen Gercar      | Slovénie           | Honda        | 277 |
| 5.   | Antti Pyrhönen     | Finlande           | Honda        | 230 |
| 6.   | Matevz Irt         | Slovénie           | Suzuki       | 194 |
| 7.   | Michael Staufer    | Autriche           | KTM          | 185 |
| 8.   | Petr Bartos        | République tchèque | KTM          | 185 |
| 9.   | Lukasz Lonka       | Pologne            | Honda        | 175 |
| 10.  | Ludvig Söderberg   | Finlande           | Honda        | 147 |